# Vibe kodiranje
Vibe kodiranje je praksa računalniškega programiranja, ki je odvisna od umetne inteligence. V tej praksi oseba opiše težavo v nekaj stavkih kot vprašanje velikemu jezikovnemu modelu (LLM), prilagojenemu za kodiranje. LLM generira programsko opremo, s čimer osvobodi programerja, saj mu ni treba pisati in odpravljati napak v osnovni kodi. Njegovi zagovorniki trdijo, da vibe kodiranje lahko celo amaterskim programerjem omogoča izdelavo programske opreme brez obsežnega učenja in izkušenj, ki jih potrebuje kodiranje. Izraz je uvedel Andrej Karpathy februarja 2025 in je bil naslednji mesec uvrščen v slovar Merriam-Webster kot samostalnik "sleng in trendi".